# Santa Prassede
Santa Prassede är en fornkristen basilika på Esquilinen i Rom. Kyrkan är helgad åt den heliga Praxedis.
Den nuvarande kyrkan uppfördes av påve Paschalis I (817–824). Den är känd för det mosaiksmyckade Sankt Zenos kapell, som uppfördes som gravkapell åt Paschalis mor Teodora.
I kyrkan finns en porfyrpelare som vördas som relik. Enligt traditionen är det den pelare som förekommer i passionshistorien vid vilken Jesus fjättrades när han mottog de 39 piskrappen.

## Bilder

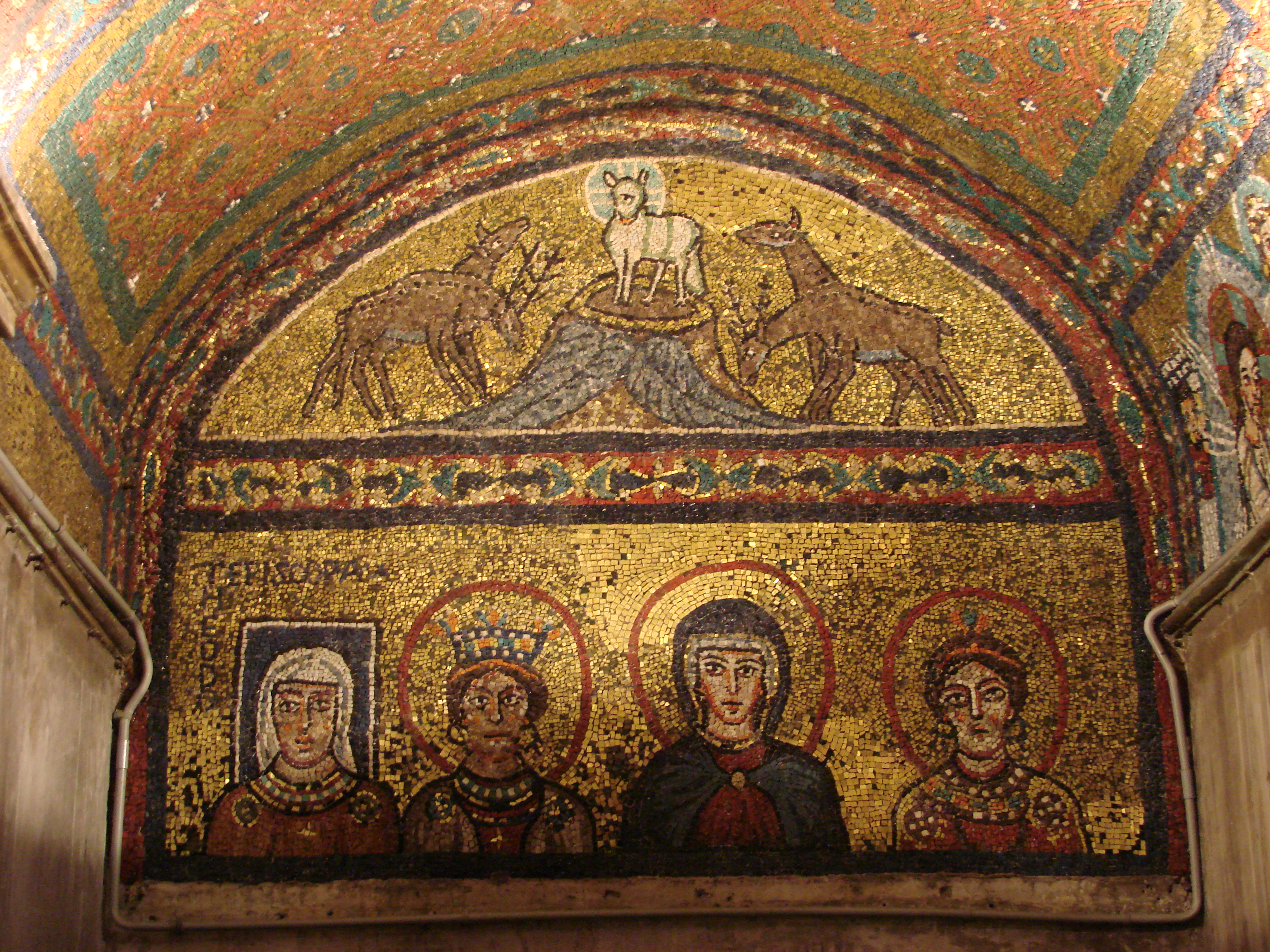
Mosaik i Sankt Zenos kapell som visar Guds lamm på en liten kulle, från vilken Paradisets fyra floder utgår. Till dessa flöden kommer hjortar för att släcka sin törst. Nedanför ses påven Paschalis mor Teodora, Praxedis (med krona), Jungfru Maria och Pudentiana. Teodoras kvadratiska gloria anger att hon var i livet då mosaiken utfördes.